# Eublemma pyrastodes
Eublemma pyrastodes är en fjärilsart som beskrevs av Embrik Strand 1917. Eublemma pyrastodes ingår i släktet Eublemma och familjen nattflyn. Inga underarter finns listade i Catalogue of Life.